# Dinastia Ximena
Es dona el nom de Dinastia Ximena a un casal de comtes i reis que van governar diferents territoris de la península Ibèrica durant l'edat mitjana:
- el Regne de Navarra, de l'any 905 al 1234
- el Comtat d'Aragó, de l'any 925 al 1035, i el posterior Regne d'Aragó, de l'any 1035 al 1162
- el Regne de Castella, de 1029 a 1126
- el Regne de Lleó, de 1037 a 1126
- el Regne de Galícia, de 1065 a 1072 i de 1112 a 1157.

La dinastia pren el seu nom del rei Ximeno i els seus descendents, que esdevindran primer senyors d'Àlaba, i que posteriorment seran reis de Navarra. El primer serà Sanç I de Navarra el 905. Aquesta dinastia passarà a governar el Regne de Navarra fins al 1234, any en què serà substituïda per la dinastia Xampanya.
Gràcies als matrimonis i aliances aquesta dinastia passarà a governar el Comtat d'Aragó, i el posterior Regne d'Aragó, sovint sota poder d'uns mateixos reis. Així s'introdueix al comtat d'Aragó el 925 gràcies al matrimoni de la comtessa Andregot Galindes amb el rei de Navarra Garcia II Sanxes I. Aquesta dinastia es mantindrà fins al 1162, any en què Peronella d'Aragó renuncia als seus drets sobre el regne en favor del seu fill Alfons II d'Aragó, del casal de Barcelona.
La introducció al Regne de Castella es produeix el 1029 pel regnat del rei de Navarra Sanç III el Major. Aquest dividirà el seu regne en els seus fills, i el gran Ferran I de Castella serà el continuador de la dinastia, i alhora l'introductor al Regne de Lleó, que rebrà de la seva esposa. Aquesta dinastia finalitzarà amb Urraca I de Castella, reina de Castella i de Lleó, que donarà pas a la dinastia Borgonya.